# Белошейный тайфунник
Белошейный тайфунник (лат. Pterodroma cervicalis) — вид морских птиц из семейства буревестниковых (Procellariidae). Подвидов не выделяют.

## Ареал

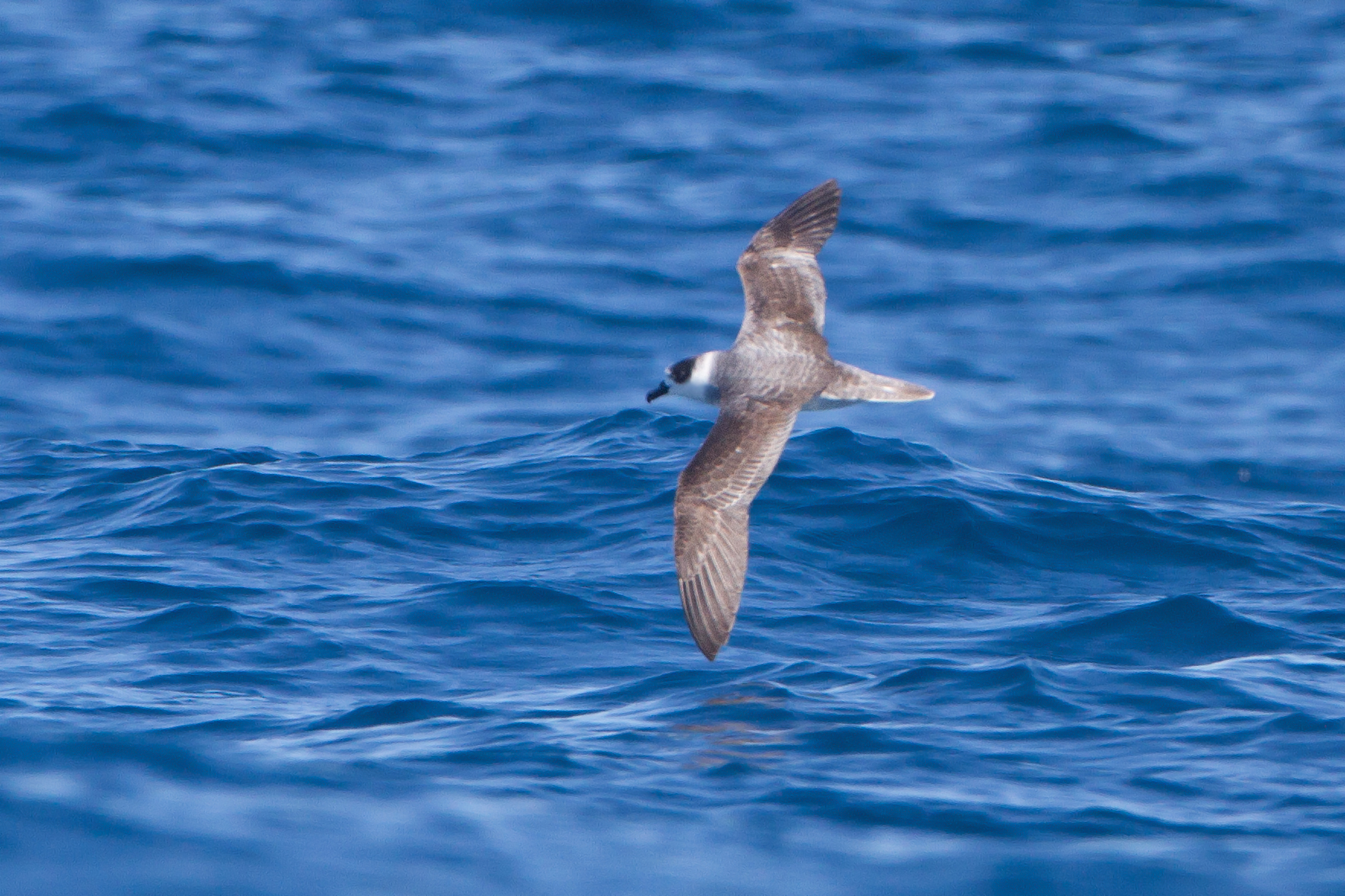

Ггнездится на острове Маколи из группы Кермадекских островов, находящихся к северо-востоку от Новой Зеландии.
Область кочёвок этого вида охватывает преимущественно тропические и субтропические части западной части Тихого океана на север до Японии.
Единичный залётный экземпляр на территории России наблюдался 18 октября 2014 года на северо-восточном шельфе Сахалина.

## Экология
Не следуют за морскими судами.
МСОП присвоил таксону охранный статус «Уязвимые виды» (VU).